# آقا مهدی کله‌پز
آقا مهدی کله‌پز فیلمی به کارگردانی منوچهر صادق‌پور و نویسندگی منوچهر کی‌مرام محصول سال ۱۳۵۲ است.

## داستان
آقا مهدی (منوچهر صادق‌پور). و دو وردستش حسنی (سیدعلی میری) و اسمال (غلامحسین بهمنیار) دکان کله‌پزی دارند. مهدی دختری به نام هایده (فریده نصیری) را در دکانش می‌بیند که شباهت زیادی به نامزدش زری (فریده نصیری) دارد…

## بازیگران
- فریده نصیری
- منوچهر صادق‌پور
- علی میری
- غلامحسین بهمنیار
- طاهره غفاری
- دیانا
- فروغ
- صادق بهرامی
- پروین سلیمانی
- اکبر هاشمی
- فتانه
- تحصنی
- عباس
- محمد
- یوسف قربانی
- فهیمه
- داداشی
- شاهین گلزارپاک